# 莫理士
莫理士，OStJ，JP（英語：Alfred J. Morris，1874年6月18日—1945年7月8日），英國教育家，香港英皇書院第一任校長（1927年-1934年），西營盤官學堂﹙Saiyingpun School﹚前校長，香港聖約翰救傷隊第二任總監督，香港官立技術專科學院（Hongkong Technical Institute，與香港西医书院同為香港大學前身）前總監。

## 生平
莫理士於1874年6月18日出生於英國威爾斯庫馬文。1905年2月11日，獲英國政府委派，乘坐西姆拉號（Simla）來港，於同年6月16日成為西營盤官學堂（Saiyingpun School）校長，接替於1月1日調任維多利亞英童學校（Victoria British School）的威廉士（W. H. Williams）。
夫人莫莉莉（Lily Morris，MBE）在1906年2月1日始擔任維多利亞英童學校教員，後來升任女校長（Headmistress），在1909年9月轉到西營盤官學堂任教，開女性教師執教官辦學校男生的先河，時任香港總督盧吉爵士曾對此表示肯定，遂將女性教師引入到殖民地的其他官辦學校。1930年6月3日，夫人莉莉在英皇佐治五世壽辰授勳名單中獲頒授員佐勳章勳銜。
莫理士在任期間，西營盤官學堂的學生人數顯著上升，校舍不敷應用。有見及此，議員普樂爵士、何理玉二人先後在1917年和1918年倡議興建西營盤官學堂新校舍。1920年，時任港督司徒拔爵士在行政報告中提出成立英皇書院，西營盤官學堂為新書院提供生源。
1927年1月1日，莫理士成為英皇書院首任校長，任內兼任香港大學教授，且在1928年兼任香港官立技術專科學院總監（Director of the Technical Institute）。香港官立技術專科學院（Hongkong Technical Institute）成立於1907年，早年未有獨立校舍，附於荷里活道皇仁書院，後在1912年與香港西医书院合并成立香港大學，為香港大學前身之一。莫理士在1934年6月退休短暫返回英國，後來再回到香港。
1930年6月，香港聖約翰救傷會第一任助理總監羅富士（Edwin Ralphs）退休，莫理士接任為助理總監，開始在新界興建醫院及診所。1932年6月8日，錦田婦孺醫院啟用，同年莫理士成為香港聖約翰救傷隊第二任總監督（Commissioner）。莫理士生前獲英皇佐治五世封贈聖約翰官佐勳銜。
1941年12月25日香港總督楊慕琦投降，莫理士被日軍囚禁於赤柱，後來得胡文虎及養和醫院董事馬祿臣醫生幚助，藉病故獲得假釋，遷居元朗錦田城門新村二巷。依錦田鄧氏村民所述，莫理士因病假釋亦有賴錦田鄉紳鄧伯裘紳士及鄧煒堂先生營救及擔保。惟在出營40日後，莫理士在1945年7月8日於錦田寓所因心臟病逝世，享壽71歲。遺體先葬於青山基督教墳場，後來在1987年遷往英國切舍姆墳場（Chesham Church Cemetery）。
莫理士與英裔妻子莫莉莉（Lily Morris）育有兩名兒女 Dorothy Langston nee Morris（1927-?） 及 Edwin Alan（?-WWI）。莫莉莉於1949年1月8日在山頂253號住所離世，10日於香港墳場舉行悼念儀式。另與華裔妻子羅惠德生有四名兒子莫天賜（1938-2014）、莫天福、莫天恩及莫天平。羅惠德在戰後居於錦田城門新村二巷，為婦女接生、看護及進行佈道工作。